# 帝京マレーシア日本語学院
帝京マレーシア日本語学院（ていきょうマレーシアにほんごがくいん、マレー語: Pusat Bahasa Teikyo, PBT、簡体字中国語: 帝京马来西亚日语学院）は、帝京大学グループが設置している海外教育機関のうちの1校で、マレーシアの首都クアラルンプールにある。

## 概要
日本の大学、大学院、短期大学、専門学校などへの留学を目的とするマレーシアおよび近隣諸国の学生に対し、日本語および教科（数学、物理、化学、社会、英語）の指導を行っている。
1993年4月、クアラルンプール日本人学校の新校舎移転に際しマハティール・ビン・モハマド首相（当時）が祝辞を述べ、旧校舎に日本留学のための高等教育機関の設置を希望した。これを受けクアラルンプール日本人会が日本留学を目的とする日本語学校設置を提案、数校応募の中から選考を経て1994年9月、帝京大学グループによる日本語学校設置が決定した。
2003年9月、文部科学省大学入学のための準備教育課程の指定を受けた。これは日本国外初の指定であり（現時点でも唯一）、マレーシアの高等学校を卒業した学生が同課程を修了することで日本の大学の受験資格が得られることになった（マレーシアの初等・中等教育年数は通常11年であり、そのままでは日本の大学の入学要件を満たさない）。また、マレーシア教育省より高等教育機関としての認定も受けており、一般私費生のほかにマレーシア政府派遣学部留学生も受け入れている。

## 教育理念
帝京マレーシア日本語学院の教育理念は、日本と東南アジアの友好を深め、世界平和に資する国際性豊かな人材の育成を目的とするである。

## 沿革
- 1997年 - 日本語授業（社会人対象パートタイムコース・夜間）開始
- 1998年 - 日本語授業（日本留学準備教育課程・全日制）開始
- 2002年 - マレーシア政府派遣学部留学生　受け入れ開始
- 2003年 - 文部科学省「大学入学のための準備教育課程」指定

## 公式サイト
- 帝京マレーシア日本語学院

座標: 北緯3度7分7秒 東経101度40分49.9秒 / 北緯3.11861度 東経101.680528度